# Uwe Schleier
Uwe Schleier (* 2. Januar 1963) ist ein ehemaliger deutscher Fußballspieler, der 1984 mit der BSG Chemie Leipzig in der DDR-Oberliga, der höchsten Liga im DDR-Fußball, spielte.

## Sportliche Laufbahn
Mit acht Jahren wurde Uwe Schleier bei der Betriebssportgemeinschaft (BSG) Chemie Leipzig in die Kindermannschaft aufgenommen. Bevor er für den Männerbereich spielberechtigt wurde, spielte er für die BSG Chemie in der DDR-Juniorenliga. Zur Saison 1981/82 wurde er in den Kader der 1. Männermannschaft aufgenommen, die zu diesem Zeitpunkt in der zweitklassigen DDR-Liga spielte. In seinen ersten beiden Spielzeiten hatte Schleier in den Ligamannschaft nur eine untergeordnete Rolle und bestritt nur sechs bzw. zwei Punktspiele. 
1983 wurde Schleier für zwölf Monate zum Reservistendienst in der Nationalen Volksarmee eingezogen. Vom Oktober bis zum Dezember 1983 erhielt er Gelegenheit, bei der Armeesportgemeinschaft Vorwärts Dessau neun Spiele in der DDR-Liga zu absolvieren. Dabei wurde er als Mittelfeldspieler eingesetzt. Nur bei einem Spiel stand er nicht in der Startelf, schoss aber in dieser Begegnung beim 6:1-Sieg der Dessauer sein einziges Tor. 
Nach seiner Entlassung aus der NVA kehrte Schleier wieder zur BSG Chemie Leipzig zurück, die inzwischen in die Oberliga aufgestiegen war. Er konnte noch in den letzten drei Punktspielen eingesetzt werden und spielte zweimal im Angriff, einmal im Mittelfeld. In der Oberligasaison 1984/85 war Schleier nur Ersatzspieler. Bei seinen neun Punktspieleinsätzen stand er nur fünfmal in der Startelf und bestritt nur zwei Partien über die volle Spieldauer. Außerdem kam er in den beiden Achtelfinalspielen des DDR-Fußballpokals der Leipziger zum Einsatz, wo er eine Begegnung über 90 Minuten absolvierte. 
Chemie Leipzig beendete die Saison 1984/85 als Absteiger und verbrachte die folgenden fünf Spielzeiten wieder in der DDR-Liga. Schleier gehörte bis 1989 stets zum Mannschaftskader und bestritt von den in dieser Zeit ausgetragenen 136 Ligaspielen 80 Partien. Seine erfolgreichste Spielzeit hatte er 1987/88, in der er, hauptsächlich als Verteidiger aufgeboten, in den 34 Punktspielen nur zweimal fehlte und mit fünf Toren erfolgreich war. 
Im Sommer 1989 beendete Schleier seine Laufbahn bei Chemie Leipzig und schloss sich dem DDR-Ligisten TSG Markkleeberg an, wo er nur noch sechs der 34 Ligaspiele bestritt. Anschließend ließ er seine Fußballkarriere beim unterklassigen SSV Baufa Eutritzsch ausklingen.